# Dariusz Markowski
Dariusz Mariusz Markowski (ur. w Bydgoszczy) – prof. dr hab., konserwator dzieł sztuki, pracownik naukowy Wydziału Sztuk Pięknych UMK w Toruniu, kierownik Katedry Konserwacji i Restauracji Sztuki Nowoczesnej i Laboratorium Badań i Konserwacji Sztuki Nowoczesnej.

## Wykształcenie
W 1983 roku rozpoczął studia na Wydziale Chemii Inżynierskiej Akademii Techniczno-Rolniczej w Bydgoszczy (obecnie Politechnika Bydgoska im. Jana i Jędrzeja Śniadeckich). W roku 1986 rozpoczął studia na Wydziale Sztuk Pięknych Uniwersytetu Mikołaja Kopernika w Toruniu które ukończył  w 1991 roku, uzyskując tytuł magistra konserwacji i restauracji malarstwa i rzeźby polichromowanej.
Stopień doktora nauk humanistycznych ze specjalnością „konserwacja i restauracja dzieł sztuki” uzyskał w 1998 r. na Wydziale Sztuk Pięknych Uniwersytetu Mikołaja Kopernika w Toruniu na podstawie rozprawy pt. „Ochrona impastowej warstwy malarskiej obrazów olejnych na płótnie podczas trwania zabiegów konserwatorskich”, którą przygotował pod kierunkiem prof. Marii Roznerskiej. W 2003 r. na tymże wydziale uzyskał stopień doktora habilitowanego nauk humanistycznych (za pracę pt. „Zagadnienia technologii i techniki malarstwa Jacka Malczewskiego”), a w roku 2011 tytuł profesora sztuk plastycznych. Jest kierownikiem Katedry Konserwacji-Restauracji Sztuki Nowoczesnej i Współczesnej UMK.

## Działalność naukowa i zawodowa
Autor 4 książek i ponad 70 artykułów w czasopismach krajowych i zagranicznych. Autor szeregu dokumentacji prac konserwatorsko-restauratorskich, opinii konserwatorskich, projektów i programów konserwatorskich, analiz badawczych, ekspertyz autentyczności dzieł sztuki (malarstwo sztalugowe, malarstwo ścienne, rzeźba polichromowana), badań techniki i technologii dzieł sztuki.
Promotor prac magisterskich i doktorskich; członek Rady Wydziału Sztuk Pięknych UMK w Toruniu - od 2003; członek Rady Programowej Centrum Badań i Konserwacji Dóbr Kultury przy Wydziale Sztuk Pięknych UMK - od 2006; członek Wojewódzkiej Rady Ochrony Zabytków przy Lubuskim Wojewódzkim Konserwatorze Zabytków w Zielonej Górze - od 2005; biegły sądowy w zakresie badań technologii, techniki i konserwacji dzieł sztuki - od 2002; kierownik Zakładu Konserwacji i Restauracji Sztuki Nowoczesnej - od 2008; redaktor naukowy zeszytów Acta Universitatis Nicolai Copernici, Zabytkoznawstwo i Konserwatorstwo - od 2010; członek senatu UMK - od 2012; prezes Bydgoskiego Oddziału Stowarzyszenia Konserwatorów Zabytków, przewodniczący Rady ds. Estetyki Miasta Bydgoszczy, przewodniczący komisji Historii, Kultury i Sztuki Sopotu PAN, członek Rady Narodowego Centrum Nauki. Za osiągnięcia w dziedzinie naukowo-badawczej zostałem uhonorowany wieloma nagrodami i odznaczeniami, m.in.  złotą odznaką za opiekę nad zabytkami, medalem Komisji Edukacji Narodowej, srebrnym medalem Zasłużony Kulturze „Gloria Artis”, wyróżnieniami Rektora UMK.
Zainteresowania naukowe koncentrują się głównie na problematyce związanej z badaniami techniki i technologii malarstwa, jego stanu zachowania oraz określania przyczyn powstawania zniszczeń, jak również na badaniach nad nowymi metodami i środkami stosowanymi w konserwacji malarstwa sztalugowego, ściennego i rzeźby polichromowanej; członek wielu zespołów badawczo-konserwatorskich m.in.: opracowującego datowanie dzieł sztuki metodą TL (termoluminescencji), opracowującego zagadnienia konserwatorskie dla kościoła Pokoju w Świdnicy; autor wielu analiz badawczo-konserwatorskich obrazów malarzy polskich (m.in. J. Malczewskiego, L. Wyczółkowskiego, J. Stanisławskiego, E. Zaka,); wykonawca wielu realizacji konserwatorskich dzieł gotyckich, renesansowych i barokowych, głównie ambon, ołtarzy, chrzcielnic, rzeźb i malowideł ściennych z terenów Polski i poza jej granicami; przeprowadził prace konserwatorsko-restauratorskie na ok. 250 obrazach sztalugowych z muzeów, kościołów i zbiorów prywatnych; autor programów konserwatorskich; badań stanu zachowania i przyczyn zniszczeń dla wielu konserwowanych obiektów; od 2002 kierował zespołem zajmującym się badaniami rysunku przedstawiającego wręczenie kluczy św. Piotrowi, przypisywanego Rafaelowi, będącego własnością Muzeum Archidiecezjalnego w Katowicach; odkrywca i wykonawca prac konserwatorsko-restauratorskich  secesyjnej dekoracji malarskiej z lat 1903-1905 projektu Henry`ego van de Velde w pomieszczeniach reprezentacyjnych dawnego sanatorium w Trzebiechowie; od 2005 członek Wojewódzkiej Rady Ochrony Zabytków przy Lubuskim Wojewódzkim Konserwatorze Zabytków w Zielonej Górze; członek komisji konserwatorskiej powołanej przez Niemiecki Urząd Konserwatorski w celu ustalenia programu i metod konserwacji trzech ołtarzy gotyckich z kościoła św. Jakuba w Hamburgu; od 2002 jako biegły sądowy w zakresie badań technologii, techniki i konserwacji dzieł sztuki jest autorem ekspertyz sądowych dotyczących oceny autentyczności i stanu zachowania obrazów m.in. odnalezionego barokowego obrazu malarza gdańskiego "Zesłanie Ducha Świętego" z kościoła św. Brygidy w Gdańsku, odnalezionego obrazu Claude Moneta "Wybrzeże w Pourville" skradzionego z Muzeum Narodowego w Poznaniu; pełnił i pełni także liczne nadzory nad pracami konserwatorskimi; kierował wieloma grantami badawczymi w tym Komitetu Badań Naukowych, ostatnio kierował projektem - Innowacyjny program nauczania nowo powstałego Zakładu Konserwacji Restauracji Sztuki Nowoczesnej, finansowanym z Funduszu Stypendialnego i Szkoleniowe (fundusze norweskie); szczególne znaczenie w pracy naukowej i konserwatorskiej poświęca ostatnio problematyce badawczej i konserwatorskiej sztuki końca XIX i pocz. XX wieku; również prowadzone pod kierunkiem Prof. Markowskiego prace doktorskie, dyplomowe i magisterskie związane są głównie z problematyką badawczo-konserwatorską sztuki XIX i XX wieku, wiele z tych prac otrzymało nagrody i wyróżnienia.

## Działalność organizacyjna
- Związek Polskich Artystów Plastyków, Sekcja Konserwatorska - członek 1993-1998,
- Stowarzyszenie Przyjaciół Zakładu Konserwacji Malarstwa i Rzeźby Polichromowanej Toruńskiej Szkoły Konserwacji - członek od 1998,
- Stowarzyszenie Henry'ego van de Velde w Polsce - członek od 2005,
- Towarzystwo Miłośników Miasta Bydgoszczy - członek zarządu od 2012,
- Sekcja Architektoniczno-Urbanistyczna - członek od 2003,
- Kapituła Bydgoskiego Feniksa - wyróżnienia Prezydenta Miasta dla najlepszych użytkowników obiektów zabytkowych - przewodniczący od 2009,
- Bydgoski Oddział Stowarzyszenia Konserwatorów Zabytków - prezes od 2009,
- Miejska Komisja Architektoniczno-Urbanistyczna - członek od 2011,
- Obywatelska Rada Kultury w Bydgoszczy - członek od 2011; zespół do spraw promocji Bydgoszczy -  członek od 2012.
- Rada ds. Estetyki Miasta Bydgoszczy - przewodniczący od 2013.